# زمین‌لرزه ۱۹۹۵ اندونزی
زمین‌لرزه اندونزی  در تاریخ ۶ اکتبر ۱۹۹۵ میلادی، برابر با ‎۱۴ مهر ۱۳۷۴، ساعت ۱۸:۰۹:۴۵ به زمان یوتی‌سی در اندونزی رخ داد. ژرفای این زلزله ۳۵٫۶ کیلومتر بود، و بزرگی آن ۶٫۷ در مقیاس Mw اعلام شده‌است. زمین‌لرزه به وقت محلی در روز شنبه، ساعت ۱ روی داده و منطقه زمانی آن یوتی‌سی +۷ بوده‌است .
سازمان زمین‌شناسی آمریکا نیز رومرکز این زمین‌لرزه را در مختصات ۲°۰۲′۴۲″جنوبی ۱۰۱°۲۶′۱۰″شرقی / ۲٫۰۴۵°جنوبی ۱۰۱٫۴۳۶°شرقی و ژرفای آن را در ۳۳ کیلومتر گزارش کرده‌است. بزرگی برگزیدهٔ این سازمان از میان بزرگی‌های محاسبه‌شدهٔ مختلف ۶٫۸ در مقیاس Mw بوده و از دید اثر، در میان چهار دسته‌بندی «نامحسوس»، «محسوس»، «زیان‌آور» یا «با تلفات»، زلزله را «با تلفات» اعلام کرده‌است.بالای ۱۷۶۶ ساختمان در زمین‌لرزه آسیب دیده یا خراب شده‌است.رانش زمین در آن به وجود آمده‌است.
پروژهٔ «تنسور گشتاور مرکزوار» زاویه‌های (راستا، شیب، ریک) گسل سازندهٔ زمین‌لرزه و صفحه عمود بر آن را (°۳۲۶، °۷۴، °۱۷۷-) یا (°۲۳۵، °۸۷، °۱۶-) و نوع گسل را «امتدادلغز» فرارسانده‌است.
شمار کشتگان زلزله حدود ۸۴ نفر بوده‌است.تعداد زخمیان ۱۸۶۸ نفر برآورده شده‌است.بی‌خانمان شدگان نیز ۶۵۰۰۰ نفر اعلام شده‌است.